# 모스타파 마타르
모스타파 알리 마타르(아랍어: مصطفى علي مطر, 1995년 9월 10일 ~)는 레바논의 축구 선수로, 현재 알아헤드에서 뛰고있다. 포지션은 골키퍼이다.